# 大華科技大学
大華科技大学（だいかかぎだいがく、Ta Hwa University of Science and Technology）は、台湾新竹県に位置する私立科技大学である。前身は大華農業専科学校であったが、現在は工業、商業系のカリキュラムも充実し、12学科、1研究所を擁している。

## 歴史
| 年     | 月日 | 事項                                                                                           |
| ------ | ---- | ---------------------------------------------------------------------------------------------- |
| 1967年 | -    | 「大華農業専科学校」として開校 食品製造、園芸、畜牧の3科を設置                                 |
| 1968年 | -    | 農業機械、農産加工、畜牧獣医の3科を新設                                                        |
| 1969年 | -    | 「大華工業専科学校」と改称 化学工業科を新設 食品製造科を食品工学科、農機科を機械工学科に改称   |
| 1970年 | -    | 電気機械工学科を新設                                                                           |
| 1971年 | -    | 電子子学科を新設                                                                               |
| 1974年 | -    | 食品工学科の生徒募集を停止                                                                     |
| 1983年 | -    | 夜間部二專電子学科、電気機械工学科を新設                                                       |
| 1988年 | -    | 5年制の工業工学管理科を新設                                                                    |
| 1990年 | -    | 2年制電子子工学科、機械工学科を新設                                                            |
| 1991年 | -    | 「大華工商専科学校」と改称 2年制工業工学管理科、電子資料処理科を新設                           |
| 1992年 | -    | 2年制国際貿易学科を新設                                                                        |
| 1993年 | -    | 5年制電子資料処理科、国際貿易科を新設                                                          |
| 1994年 | -    | 電子情報処理科を情報管理科と改称                                                               |
| 1995年 | -    | 機械工学科を自動化工学科と改称                                                                 |
| 1996年 | -    | 宏碁電脳公司及び華隆微電子公司と協力協定                                                       |
| 1997年 | -    | 「大華技術学院」と改称 電子工学、化学工学、情報管理、国際貿易の4学科に加え応用外国語学科を設置 |
| 1998年 | -    | 自動化工学科、電気機械工学科、工業工学管理の3科を新設                                          |
| 2000年 | -    | 観光管理科を新設                                                                               |
| 2002年 | -    | 情報工学科を新設                                                                               |
| 2003年 | -    | 財務金融学科を設置                                                                             |
| 2004年 | -    | 機械電子工学研究所を新設                                                                       |
| 2005年 | -    | 販売流通管理科を新設                                                                           |
| 2012年 | -    | 「大華科技大学」と改称                                                                         |

## 組織
| - 電子工学科 - 電気機械工学科 - 科学材料工学科 - 情報工学学科 - 情報管理学科 - 応用外国語学科 - 国際貿易学科 | - 観光管理学科 - 財務金融学科 - 自動化工学学科 - 販売流通管理学科 - 機械電子工学研究所 - 教養教育センター - 言語センター |